# 1984 (pel·lícula de 1984)
Nineteen Eighty-Four, o també 1984, és una pel·lícula dramàtica distòpica del 1984 escrita i dirigida per Michael Radford, basat en la novel·la homònima de George Orwell escrita el 1948. Protagonitzada per John Hurt, Richard Burton, Suzanna Hamilton i Cyril Cusack, la pel·lícula segueix la vida de Winston Smith (Hurt), un funcionari de baix rang en una Londres devastat per la guerra governat per Oceània, un superestat totalitari. Smith lluita per mantenir el seny i el control de la realitat mentre que el poder i la influència aclaparadors del règim persegueixen l'individualisme i el pensament individual tant en l'àmbit polític com personal.
Nineteen Eighty-Four, que va ser l'última aparició de Burton a la pantalla, està dedicat a ell. La pel·lícula es va estrenar al Regne Unit el 10 d'octubre de 1984 per Virgin Films. Va rebre ressenyes positives de la crítica, i va ser nominada al BAFTA a la millor direcció artística, i va guanyar dos Evening Standard British Film Awards a la millor pel·lícula i millor actor.

## Argument
En un 1984 distòpic, Winston Smith suporta una existència miserable al superestat totalitari d’Oceània sota la vigilància constant de la Policia del Pensament. Resideix a Londres, la capital del territori de Airstrip One, antigament Anglaterra, i treballa en un petit cubicle d'oficines al Ministeri de la Veritat, reescrivint la història tal com ho dictava el Partit i el seu líder suprem, Gran Germà, que mai apareix públicament, sinó que només apareix en cartells de propaganda, cartells publicitaris i monitors de televisió. També assisteix ocasionalment a concentracions públiques a la plaça de la Victòria on es mostren als ciutadans pel·lícules de propaganda de la situació de guerra actual, així com notícies contradictòries i falses sobre l'esforç bèl·lic d'Oceania per unir el món civilitzat sota el domini del Gran Germà. Mentre que el seu company de feina i veí, Parsons, sembla satisfet de seguir les lleis de l'estat, Winston, perseguit per dolorosos records de la infància i desitjos carnals inquiets, manté un diari secret dels seus pensaments privats, creant així proves del seu crim mental. Tanmateix, intenta fer-ho encobert de les telepantalles, per mantenir la seva seguretat.
La seva vida canvia molt quan se li acosta la companya de treball del Partit Exterior Julia, una jove misteriosa, d'aspecte atrevit, sensual i d'esperit lliure que treballa com a mecànica de màquines d'impressió a el Ministeri de la Veritat, i comencen una aventura il·lícita. Durant la seva primera trobada al camp remot, intercanvien idees subversives abans de tenir sexe. Poc després, Winston lloga una habitació a sobre d'una botiga d'empenyorament a l'àrea proletària menys restrictiva on continuen la seva relació. La Júlia compra menjar i roba de contraban al mercat negre, i durant uns breus mesos es troben en secret i gaudeixen junts d'una vida idíl·lica de relativa llibertat i satisfacció.
La seva aventura arriba a la seva fi un vespre, quan la Policia del Pensament assalta sobtadament el pis i els arresta a tots dos. Més tard es revela que una telepantalla amagada darrere d'una imatge a la paret de la seva habitació gravava les seves transgressions i que l'ancià propietari de la casa d'empenyorament, el Sr. Charrington, és un agent encobert de la Policia del Pensament. Winston i Julia són portats al Ministeri de l'Amor per ser detinguts, interrogats i "rehabilitats" per separat. Allà O'Brien, un membre d'alt rang del Partit Interior a qui Winston havia cregut anteriorment que era un company de pensament criminal i agent del moviment de resistència liderat per l'arxienemic del Partit, Emmanuel Goldstein, el tortura sistemàticament.
O'Brien instrueix Winston sobre el veritable propòsit de l'estat i l'educa en una mena de catecisme sobre els principis del doblepensament la pràctica de mantenir dos pensaments contradictoris a la ment simultàniament. Per a la seva rehabilitació final, Winston és portat a la Sala 101, on O'Brien li diu que serà sotmès a la "pitjor cosa del món", dissenyada específicament al voltant de les fòbies personals de Smith. Quan s'enfronta a aquest horror insuportable, una gàbia plena de rates salvatges, la resistència psicològica de Winston es trenca definitivament i irremeiablement, i repudià histèricament la seva lleialtat a Julia. Ara, aparentment completament subjugat i purgat de qualsevol pensament, impuls o vincle personal rebel, Winston recupera la salut física i el deixen anar.
Winston torna al Chestnut Tree Café, on abans havia vist els delinqüents del pensament rehabilitats Jones, Aaronson i Rutherford (un cop membres destacats però posteriorment deshonrats del Partit Interior) que des d'aleshores han estat "vaporitzats" i convertits en no persones. Mentre estava assegut a la taula d'escacs, la Julia s'acosta a Winston, que també va ser "rehabilitada". Comparteixen una ampolla de Victory Gin i intercanvien impassiblement unes paraules sobre com s'han traït entre ells. Malgrat tot el que han passat, encara reafirmen el seu vincle i expressen el desig de tornar-se a veure. Després de marxar, Winston mira una emissió d'ell mateix a la gran telepantalla, confessant humilment i amb remordiment els seus "crims" contra l'estat i demanant perdó a la població.
En escoltar una notícia que declarava la derrota total de l'exèrcit d'Oceània contra les forces de Euràsia al nord d'Àfrica, Winston sembla haver estat privat de la seva llibertat de pensar i sentir. per ell mateix i reduït a una mera closca d'home, i que aviat es veurà privat també de la seva pròpia existència física, mira la imatge fixa del Gran Germà que apareix a la telepantalla; però després s'allunya ràpidament i mira cap a la direcció que anava la Júlia amb llàgrimes als ulls mentre se senten xiuxiuejant a la seva veu les paraules "t'estimo".

## Repartiment
- John Hurt com a Winston Smith
  - Rupert Baderman com el jove Winston Smith
- Richard Burton com a O'Brien
- Suzanna Hamilton com a Julia
- Cyril Cusack com el Sr. Charrington
- Gregor Fisher com a Parsons
- James Walker com a Syme
- Andrew Wilde com a Tillotson
- Merelina Kendall com la senyora Parsons
- John Boswall com a Emmanuel Goldstein
- Phyllis Logan com a anunciadora de telepantalla (veu)
- Roger Lloyd-Pack com a cambrer
- Bob Flag com a Gran Germà (només com a imatge fixa)
- Pam Gems com la rentadora
- Pip Donaghy com a portaveu intern del partit
- Janet Key com a instructora
- Hugh Walters com a professor d'Artsem
- Shirley Stelfox com la prostituta
- Matthew Scurfield i Garry Cooper com a Guàrdies
- Rolf Saxon com a Patruller

## Producció
A l'hivern de 1983, el director Michael Radford va demanar al seu productor que intentés obtenir els drets de la novel·la d'Orwell, amb poques expectatives que estiguessin disponibles. Va resultar que els drets els detenia Marvin Rosenblum, un advocat de Chicago que havia estat intentant pel seu compte produir una pel·lícula d'aquest tipus. Rosenblum va acceptar convertir-se en productor executiu, i mentre que el productor Simon Perry va recaptar els diners de la producció de Richard Branson, Radford va escriure el guió, inspirat en la seva idea de fer una "pel·lícula de ciència-ficció feta el 1948." El guió es va acabar en tres setmanes.
Per al paper d'O'Brien, va ser contractat originalment Paul Scofield per interpretar el paper, però es va haver de retirar després de trencar-se una cama mentre filmava The Shooting Party. També hi foren considerats Anthony Hopkins, Sean Connery i Rod Steiger. Richard Burton, que era vivint a Haití, es va unir a la producció sis setmanes després del seu programa de rodatge i va insistir que el seu vestit de granota fos fet a mà per a ell a Savile Row.
Algunes fonts d'Internet afirmen que la fotografia principal va començar el 19 de març de 1984 i va acabar l'octubre de 1984. No obstant això, la pel·lícula es va estrenar aquell mateix mes, i una targeta de títol al final de la pel·lícula. afirma explícitament, "va ser rodada a Londres i als voltants durant el període d'abril a juny de 1984, l'hora i l'escenari exactes imaginats per l'autor." El pressupost era originalment de 2,5 milions de lliures esterlines, però això va augmentar durant el rodatge i es van requerir fons addicionals. Les escenes inicials de la pel·lícula que mostrava els Dos minuts d’odi van ser filmades en un hangar cobert d'herba a la RAF Hullavington prop Chippenham a Wiltshire. Algunes escenes ambientades a Victory Square també es van filmar al Alexandra Palace de Londres.El Senate House de Londres es va utilitzar per a les fotografies exteriors del Ministerio de la Veritat.
La Battersea Power Station en desús al London Borough of Wandsworth va servir com a façana per a les Victory Mansions, i la Beckton Gas Works als London Docklands de Newham es va utilitzar com a escenari de les zones proletàries. L'exterior de la casa d'empenyorament, una escena de pub i una escena amb una prostituta es van filmar a Cheshire Street, a l'East End de Londres, una zona que Orwell havia visitat i comentada en el seu primer llibre, Down and Out in Paris and London. Els interiors de la cantina van ser filmats en un molí de gra en desús a Silvertown. En canvi, l'idíl·lic i oníric "Golden Country", on Winston i Julia es preparen per a la seva primera cita i que es repeteix en les fantasies de Winston, es va filmar al sud-oest del comtat de Wiltshire en un cercle natural de turons anomenat "Roundway", prop de la ciutat de Devizes. Les escenes del tren es van rodar al Kent and East Sussex Railway. La pel·lícula va compartir diverses ubicacions amb Brazil de Terry Gilliam, que es va rodar el mateix any.
Radford i el director de fotografia Roger Deakins originalment volien rodar la pel·lícula en blanc i negre, però els patrocinadors financers de la producció, Virgin Films, es van oposar a aquesta idea. En comptes d'això, Deakins va utilitzar una tècnica de processament de pel·lícules anomenada bleach bypass (creada originalment per Technicolor i Deluxe, però recreada per a aquesta producció per Key) per crear l'aspecte característic i esborrat del color de la pel·lícula. visuals. La pel·lícula és un exemple molt rar de la tècnica que s'aplica a cada impressió de llançament, en lloc de l'interpositiu, que es va tallar del negatiu de la càmera original, o l'internegatiu (tallat de l'interpositiu); com que la plata es conserva a la impressió i no pot ser recuperada pel laboratori, el cost és més elevat, però la plata retinguda dona una "profunditat" a la imatge projectada.

## Llançament i recepció
Nineteen Eighty-Four va fer el seu debut teatral el 10 d'octubre a Londres i el 14 de desembre a la Nova York. Va ser llançat als Estats Units durant una setmana al desembre 1984 al Teatre egipci de Los Angeles per classificar-se per als Premis Oscar de 1985 i va recaptar un rècord de 62.121 dòlars, malgrat el temps tempestuós.
Vincent Canby de The New York Times va dir que la pel·lícula era "admirable, desoladament bella", encara que "no és una pel·lícula fàcil de veure".
Roger Ebert va concedir a la pel·lícula 3,5/4 estrelles, escrivint que "penetra molt més profundament en el cor de la foscor de la novel·la" que les adaptacions anteriors, i descrivint a Hurt com "el perfecte Winston Smith".
El lloc web d'agregació de ressenyes Rotten Tomatoes ha donat a la pel·lícula una puntuació d'aprovació del 74%, basada en 31 ressenyes, amb una valoració mitjana de 6,7/10. El consens crític del lloc afirma:
| « | 1984 no emergeix completament de l'ombra del seu material original, però tot i així demostra una adaptació sòlida i adequadament incòmode d'un conte distòpic clàssic. | » |

Metacritic ha donat a la pel·lícula una puntuació de 67 sobre 100 basada en 8 crítics, indicant "crítiques generalment favorables".

## Mitjans domèstics
International Video Entertainment va pagar 2 milions de dòlars pels drets de vídeo domèstic nord-americà, el cinquè acord més gran de l'època. El seu llançament en VHS va sortir el 1985. Polygram Video més tard va llançar el pel·lícules en VHS a mitjans dels anys noranta. El 2003, MGM Home Entertainment va llançar la pel·lícula en DVD a Amèrica del Nord i al Regne Unit un any més tard, el DVD nord-americà només conté la partitura de Muldowney mentre que el DVD del Regne Unit conté la barreja de la seva banda sonora i la d'Eurythmics. TGG Direct va tornar a estrenar la pel·lícula en DVD el 2013 com a doble sessió amb Megaville. La pel·lícula s'ha estrenat en Blu-ray dues vegades, primer per Twilight Time el 2015 amb una tirada limitada de 3.000 còpies i per The Criterion Collection el 2019. Ambdues edicions contenen tant la partitura original d'Eurythmics com la partitura alternativa de Muldowney.